# 死海
31°20′00″N 35°30′00″E / 31.33333°N 35.50000°E
死海（阿拉伯語：الْبَحْرُ الْمَيِّتُ，意為「鹽海」），位於以色列、約旦和巴勒斯坦交界，水源為約旦河。是世界上地勢最低的湖泊，湖面海拔–424米，死海的湖岸是地球上已露出陸地的最低點，湖長67公里，寬18公里，面積810平方公里。湖水鹽度極高，且越到湖底越高。最深處有湖水已經化石化。一般海水含鹽量為3.5%，而死海的含鹽量在23%至30%左右。表層水中的鹽分227g/L至275g/L，深層水中達327g/L，為一般海水的8.6倍，也是地球上盐分居第五位的水體，僅次於含鹽量第四的吉布提阿薩勒湖、第三的土庫曼斯坦卡拉博加茲戈爾灣、第二的南極洲唐胡安池及第一的埃塞俄比亞嘎特嘞池，位於以色列、西岸地區和約旦之間的大裂谷約旦裂谷。匯入死海的主要河流為約旦河。死海由死海轉形斷層所形成，包括整條約旦河，屬於整個東非大裂谷系統的北端。死海長年有鉀鹽產業。死海沿岸的鹽化工業抽提用水。目前死海水位平均每年下降1米，原因是注入死海的約旦河由於農業灌溉從過去每年的13億立方公尺減少至目前的3000萬立方公尺。

## 名稱
死海之所以叫「死海」是因為它的高鹽度使魚類無法生存於水中，但有細菌及浮游生物，而在希伯來語中稱死海為「鹽海」。因為鹽度高，所以富含大量的鎂、鈉、鉀、鈣鹽等礦物，自1921年起開發溴化鎂和溴化钾，也因鹽水密度高，任何人皆能輕易地漂浮在死海水面，但也要注意避免湖水進入眼睛或嘴巴造成不適。
死海的湖岸是地球上「已露出陸地」的最低點，若不考慮水文學，則有另外兩個陸地最低點：俄羅斯貝加爾湖最深處的湖床海拔−1,181米；而地球陸地未被液態水覆蓋的最低點為南極的本特利冰河下溝谷（被冰覆蓋），最深處谷底海拔−2,555米。

## 歷史

### 圣经时期
据希伯來聖經记载，在以色列人来到迦南之前，死海附近的洞穴就已经有人居住，并在大卫王时期达到顶峰。
死海西北是耶利哥。死海东南岸的某个地方，可能就是《创世记》中提到的在亚伯拉罕时代被摧毁的城市：所多玛与蛾摩拉以及另外三个“平原城市”：אַדְמָה，צְבֹויִים和צוער。צוער逃过了被毁灭的命运因为亚伯拉罕的侄子罗得从所多玛逃到这里。毁灭之前，死海是一个充满天然沥青的山谷，被称为锡迪姆谷。据说大卫王曾经为了躲避扫罗王而藏身于附近的恩戈地(希伯來語：עֵין גֶּדִי）。
在以西结书中，有一个特别的预言说死海将“被治愈并变得新鲜”，成为能够支持海洋生物繁衍的普通湖泊。撒迦利亚书也提到过类似的预言，说“活水将从耶路撒冷流出，其中一半流到东海（应当是死海），一半流到西海（地中海）”。

## 環境威脅
死海是內流湖，水的唯一外流途徑就是「蒸發」作用，而約旦河是唯一注入死海的河流，因此約旦河河水流入水量與蒸發水量決定死海的水位。近年來因約旦和以色列向約旦河取水供應灌溉及生活用途，死海水位受到嚴重的威脅，水面已經每年減少1米，2006年時海拔−418米，2007年時更低到海拔−420米，面積幾乎比50年前少了二分之一，拯救死海水位的計畫眾多，其中包括建造運河將死海與地中海或與紅海溝通，以便穩定死海水位，但因許多重大的困難和經濟、中東政治問題而尚未達成協議。
2009年10月，約旦表示計劃於2010年單方面展開約旦國家紅海水務發展計劃，經海水程序後剩餘的含鹽廢水，會經隧道輸入死海，有望解決死海乾涸問題，但當中仍存在各種生態危機。
以色列、巴勒斯坦和約旦三國2013年12月簽署一份關於鋪設輸水管道以連通紅海與死海的「歷史性協議」。以色列區域合作與國家基礎建設、能源與水利部部長西爾萬·沙洛姆、巴勒斯坦水利部部長沙達德·安提利以及約旦水利與灌溉部部長哈齊姆·阿爾·納賽爾於世界銀行總部分別代表三國政府簽署《死海—紅海管道協議》。《死海—紅海管道協議》是將紅海水源引入正在大面積萎縮的死海，緩解其枯竭危機。同時，這一舉措也能向以色列、約旦和巴勒斯坦地區提供飲用水。。儘管協議達成，這個計畫最終在2021年6月正式被廢棄，從未付諸實行。

## 气候
死海全年大部分时候天气晴朗，气候干燥。多年平均雨量少于50毫米，夏季平均气温在32至39 °C之间，冬季平均气温在20至23 °C之间。由于气压高，当地的含氧量也较高。由于水的比热容大于陆地，水体对周边地区的气温起到了调节的作用，在冬季，水上气温倾向高于陆地气温，夏季则正好相反。
| 死海                                | 死海        | 死海        | 死海        | 死海         | 死海         | 死海         | 死海         | 死海         | 死海         | 死海         | 死海        | 死海        | 死海         |
| 月份                                | 1月         | 2月         | 3月         | 4月          | 5月          | 6月          | 7月          | 8月          | 9月          | 10月         | 11月        | 12月        | 全年         |
| ----------------------------------- | ----------- | ----------- | ----------- | ------------ | ------------ | ------------ | ------------ | ------------ | ------------ | ------------ | ----------- | ----------- | ------------ |
| 历史最高温 °C（°F）                 | 26.4 (79.5) | 30.4 (86.7) | 33.8 (92.8) | 42.5 (108.5) | 45.0 (113.0) | 46.4 (115.5) | 47.0 (116.6) | 44.5 (112.1) | 43.6 (110.5) | 40.0 (104.0) | 35.0 (95.0) | 28.5 (83.3) | 47.0 (116.6) |
| 平均高温 °C（°F）                   | 20.5 (68.9) | 21.7 (71.1) | 24.8 (76.6) | 29.9 (85.8)  | 34.1 (93.4)  | 37.6 (99.7)  | 39.7 (103.5) | 39.0 (102.2) | 36.5 (97.7)  | 32.4 (90.3)  | 26.9 (80.4) | 21.7 (71.1) | 30.4 (86.7)  |
| 平均低温 °C（°F）                   | 12.7 (54.9) | 13.7 (56.7) | 16.7 (62.1) | 20.9 (69.6)  | 24.7 (76.5)  | 27.6 (81.7)  | 29.6 (85.3)  | 29.9 (85.8)  | 28.3 (82.9)  | 24.7 (76.5)  | 19.3 (66.7) | 14.1 (57.4) | 21.9 (71.4)  |
| 历史最低温 °C（°F）                 | 5.4 (41.7)  | 6.0 (42.8)  | 8.0 (46.4)  | 11.5 (52.7)  | 19.0 (66.2)  | 23.0 (73.4)  | 26.0 (78.8)  | 26.8 (80.2)  | 24.2 (75.6)  | 17.0 (62.6)  | 9.8 (49.6)  | 6.0 (42.8)  | 5.4 (41.7)   |
| 平均降水量 mm（）                   | 7.8 (0.31)  | 9.0 (0.35)  | 7.6 (0.30)  | 4.3 (0.17)   | 0.2 (0.01)   | 0.0 (0.0)    | 0.0 (0.0)    | 0.0 (0.0)    | 0.0 (0.0)    | 1.2 (0.05)   | 3.5 (0.14)  | 8.3 (0.33)  | 41.9 (1.65)  |
| 平均降水天数                        | 3.3         | 3.5         | 2.5         | 1.3          | 0.2          | 0.0          | 0.0          | 0.0          | 0.0          | 0.4          | 1.6         | 2.8         | 15.6         |
| 平均相對濕度（％）                  | 41          | 38          | 33          | 27           | 24           | 23           | 24           | 27           | 31           | 33           | 36          | 41          | 32           |
| 来源：Israel Meteorological Service |             |             |             |              |              |              |              |              |              |              |             |             |              |

## 圖集

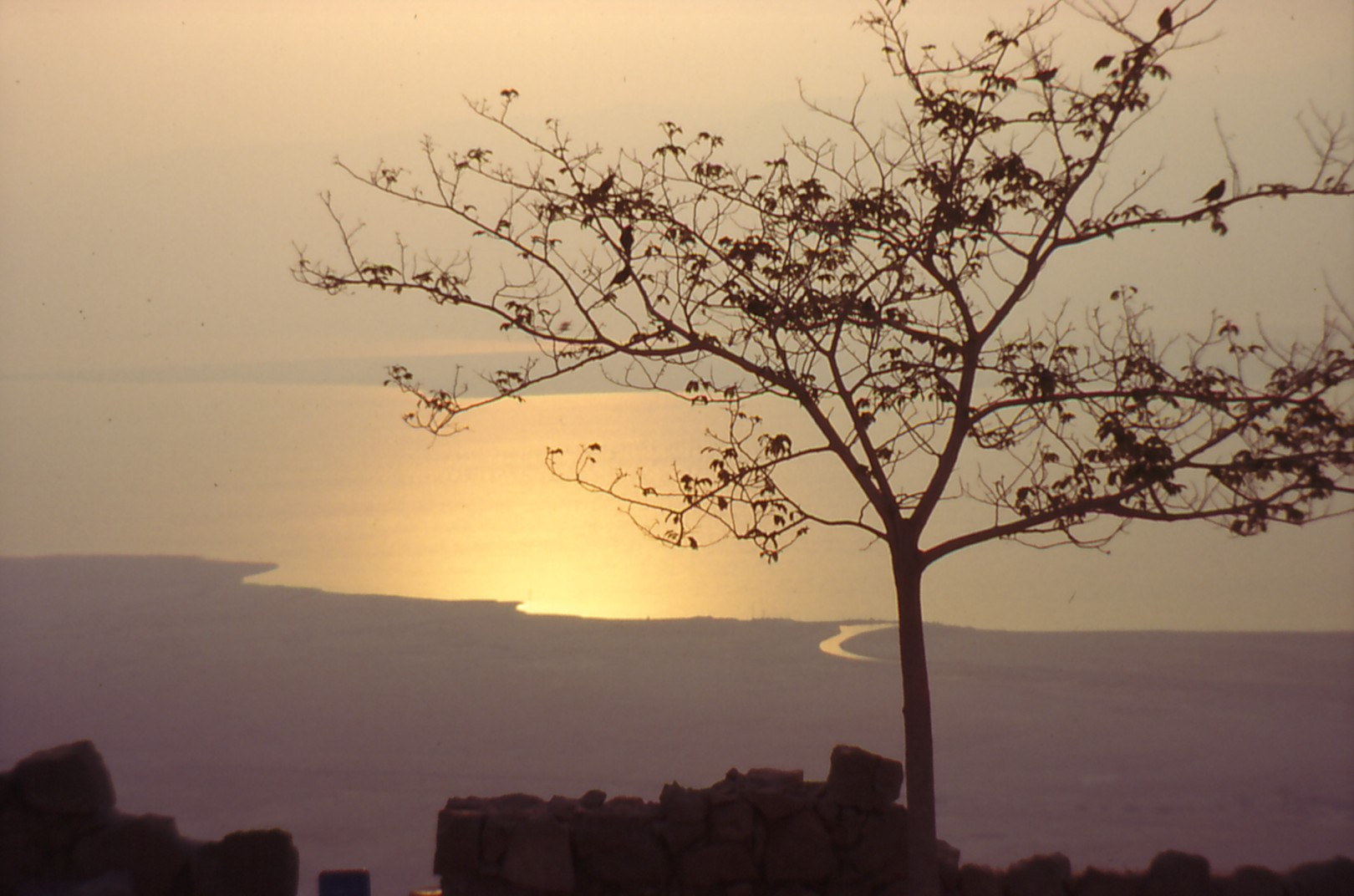
日落的湖面
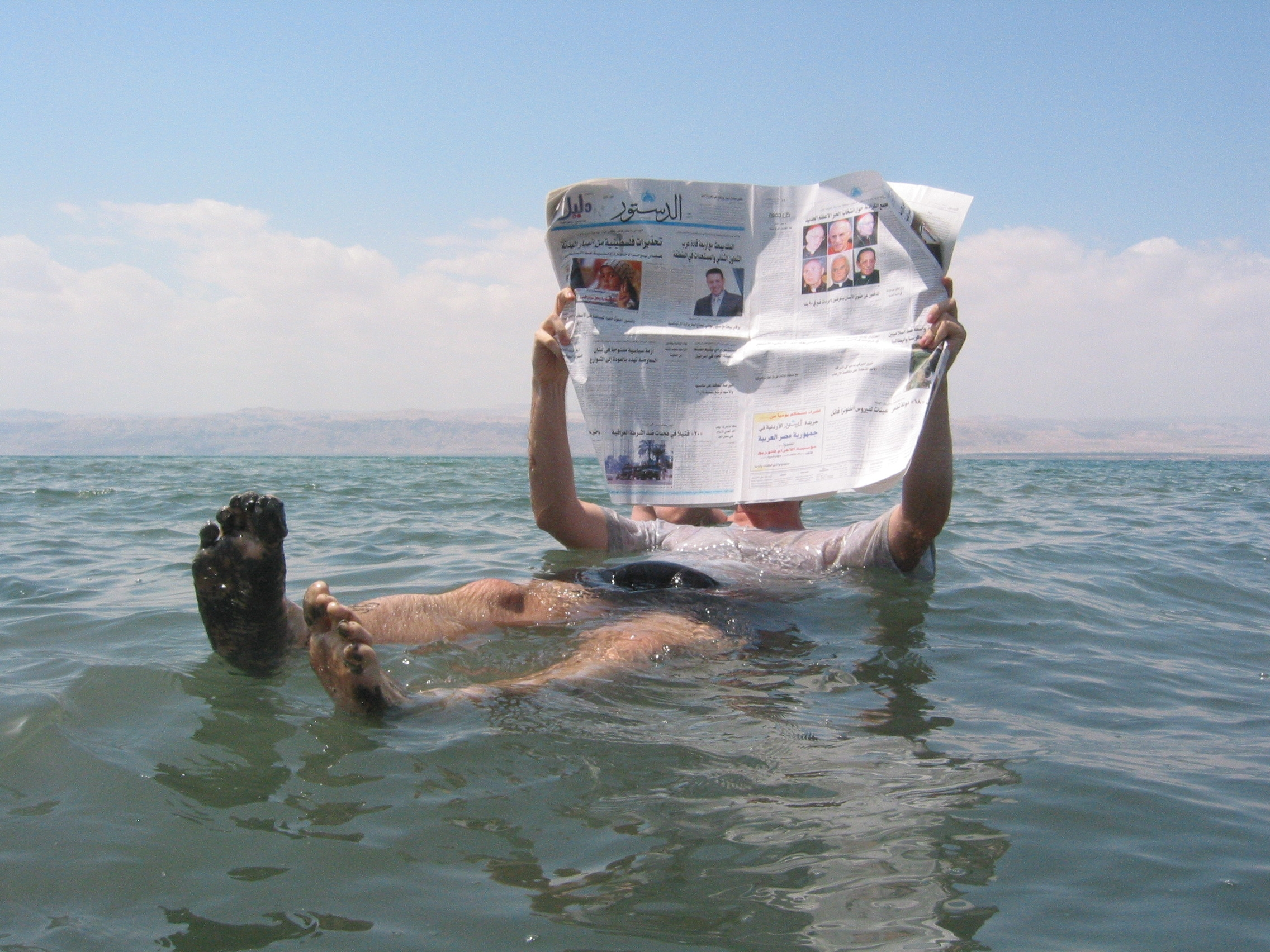
死海的浮力非常大，可以使一个人輕易地浮在水面上
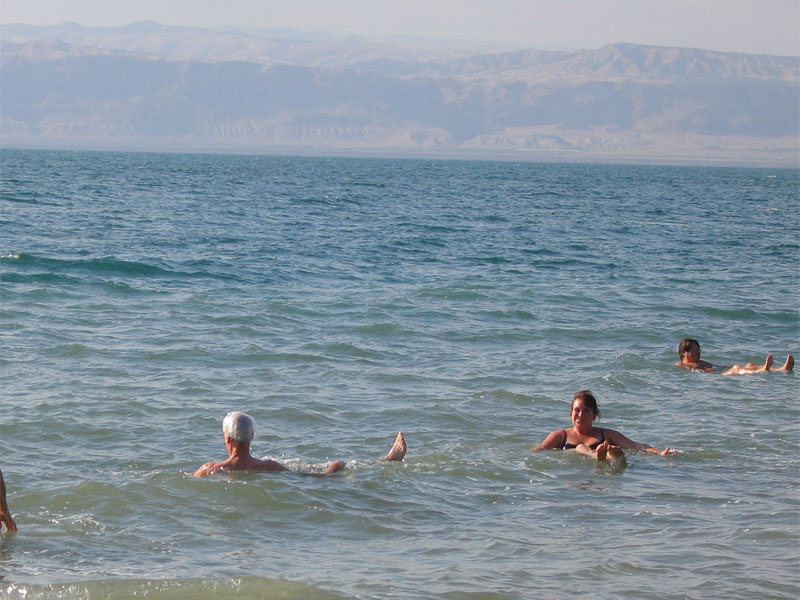
約旦一側的湖岸
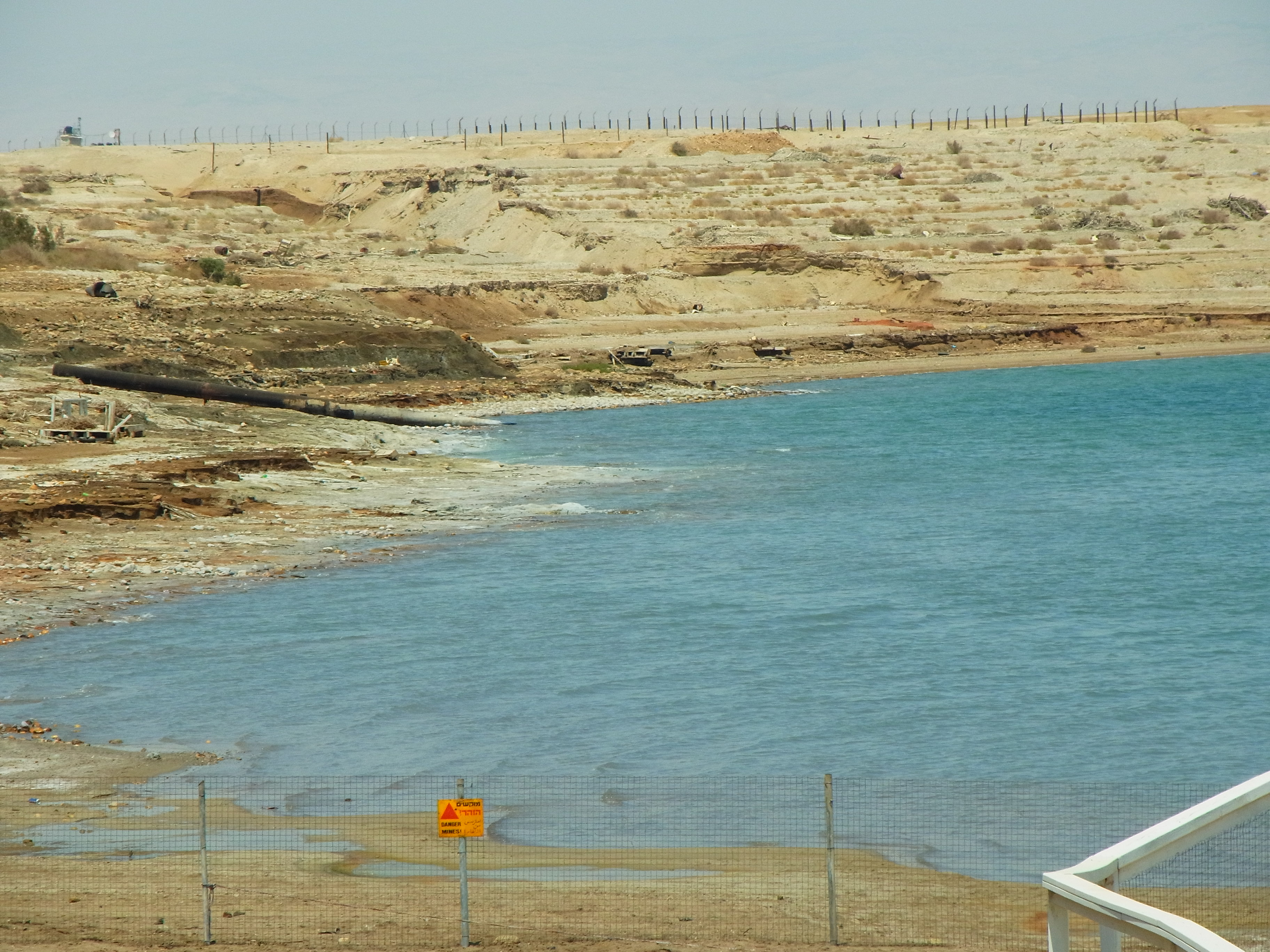
死海的一側湖岸景色
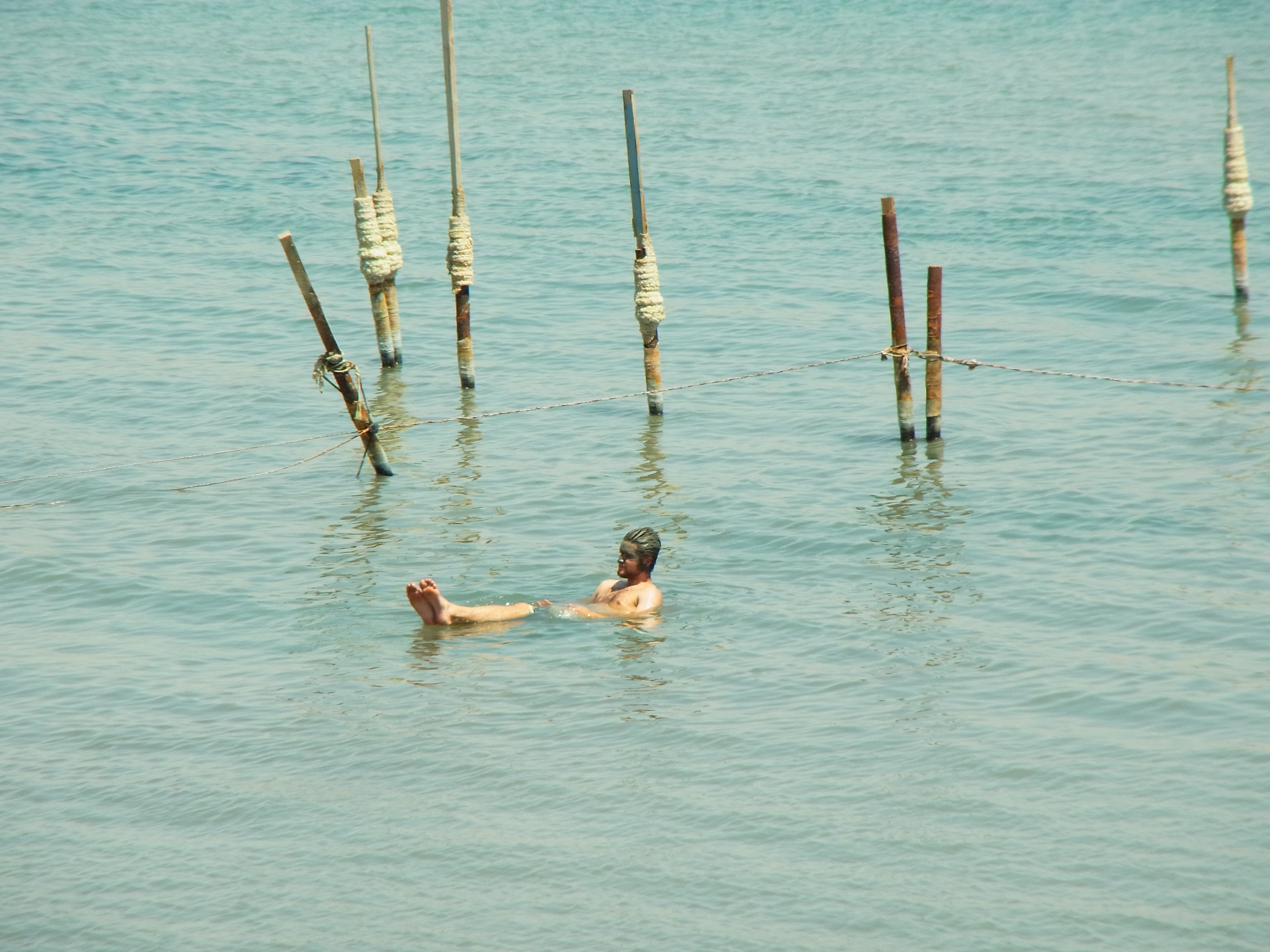
享受死海泥及浮力

## 延伸阅读
- Yehouda Enzel, et al, eds (2006) New Frontiers in Dead Sea Paleoenvironmental Research, Geological Society of America, ISBN 0-8137-2401-5
- Niemi, Tina M., Ben-Avraham, Z., and Gat, J., eds., 1997, The Dead Sea: The Lake and Its Setting: N.Y., Oxford University Press, 286 p.